# Паисий Пастирев
Паисий е православен духовник, архимандрит на Българската екзархия, деец на късното Българско възраждане в Македония.

## Биография
Роден е през 1876 година в Ямбол, Османската империя, със светското име Димитър Иванов Пастирев. Завършва прогимназия в родния си град, а гимназия в Сливен. В 1892 година постъпва в Самоковската духовна семинария, където учи при Сава Доброплодни и Александър Карастоянов. Двамата го препоръчат на Киевската духовна семинария, която Пастирев завършва в 1896 година.
Междувременно на 24 септември 1894 година Димитър Пастирев се замонашва в екзархийската канцелария в Пера, Цариград, а на 26 декември 1894 година е възведен в йеродяконски чин в катедралата „Свети Стефан“. На 30 ноември 1898 година в Сливен е ръкоположен за йеромонах.
През 1900 година руските власти го прогонват от Русия. От 24 октомври 1905 до 1906 година година и два месеца е игумен на Бачковския манастир. В Бачково претендира за това, че е открил гроба на патриарх Евтимий Търновски. На 27 декември 1905 година е ръкоположен в архимандритски сан.
- Поклонение в Бачковския манастир пред гроба на св. патриарх Евтимий, 4 април 1906 г. Фото Крум Савов
- Колоездачното дружество от Станимака в Бачковския манастир, 4 април 1906 г. Фото Крум Савов
- Процесия от 4000 жители на Станимака към Бачковския манастир за поклонение на 4 април 1906 г. Фото Крум Савов

През 1907 година архимандрит Пастирев става председател на Радовишката българска община. В 1909 година прави аматьорски разкопки в църквата „Свети Леонтий“ на Водочкия манастир, при които открива доста находки – плоча с надпис, плоча с изображение на двуглав орел и надпис, колони и други, но нанася сериозни щети на храма. Част от находките са конфискувани от османските власти и по-късно изгубени. Друга част от тях са използвани при строежа на храма „Св. св. Кирил и Методий“ в Струмица.
След Радовиш архимандрит Паисий е управляващ Драмската българска епархия, където остава до май 1911 година. След това Екзархията го назначава за председател на българската църковна община „Свети Стефан“ в столицата Цариград.
По време на Балканската война 1912 година е арестуван от османските власти, осъден на седем години затвор и е изпратен да в Адана, Мала Азия. След месец обаче е освободен по застъпничество на главния съветник на руския пълномощен министър в Цариград.
Отново е игумен на Бачковския манастир от 10 януари 1923 до 11 юли 1927 година. Като игумен прави предложение пред манастирския събор да провъзгласи цар Борис III за ктитор на манастира и това става на 20 ноември 1923 година.
В 1927 година архимандрит Паисий се оттегля в Станимака и се занимава с благотворителсност. Завещава имуществото си на Старческия дом в града.
Умира на 4 август 1943 година в болница в Пловдив със спукана язва.
Архимандрит Паисий е автор на „Мисли върху монашеството“ и „Гробът на Патриарх Евтимий“. На него е посветен трудът „Архимандрит Паисий Пастирев (животопис)“, отпечетан в 1926 година в печатницата на В. К. Дърварев в Станимака.